# Проспект Гагарина (Алма-Ата)
Проспект Гагарина (каз. Гагарин даңғылы) — проспект в Алма-Ате, расположенный в Алмалинском и Бостандыкском районах города. Начинается от улицы Толе Би и доходит до улицы Жандосова, пересекает проспект Абая, улицу Сатпаева.
30 мая 2024 года без проведения широких общественных обсуждений с населением, решением маслихата города южная часть проспекта от улицы Тимирязева до проспекта аль-Фараби переименована в проспект Серкебаева, в честь казахстанского певца Ермека Серкебаева.

## История
Проспект Гагарина начал формироваться в конце 1930-х годов в связи с генеральным планом реконструкции города 1936 года.
Изначально назывался 13-й линией. В апреле 1961 году был переименован в честь первого космонавта СССР Юрия Гагарина.
На проспекте были построены многоэтажные здания, 3 микрорайона. На пересечении с улицей Жандосова, в бывшем здании НИИ Стройпроект, расположился Казкоммерцбанк. Среди организаций, расположенных на проспекте Гагарина — институт Промстройпроект, Институт плодоводства и виноградарства, школы № 94 и № 22 имени Маяковского, Фабрика книги и ряд административных учреждений и магазинов.

## Озеленение и благоустройство
В советские годы вдоль проспекта была построена живописная зелёная аллея, благоустроенные пешеходные тротуары, которые представляли собой тенистые аллеи, которые были озеленены лиственными породами деревьев таких как: тополь и карагач. Были проложены магистральные оросительные арыки, которые летом ежедневно были полноводными. На пересечении с улицей Шевченко по обе стороны от проспекта разбиты скверы.
При проведении благоустройства аллеи в 2008 году были повреждены и уничтожены десятки деревьев, в 2009 году была вырезана целая аллея проспекта.

## Памятники
На пересечении с улицей Жандосова установлен памятник Уразу Джандосову.